# شریل نوبل
شریل نوبل (انگلیسی: Cheryl Noble؛ زادهٔ ۲۹ سپتامبر ۱۹۵۶) ورزشکار کرلینگ و از برندگان مدال‌های بازی‌های المپیک زمستانی ۲۰۰۲ اهل کانادا است.